# Шмуель Козокін
Шмуель Козокін (івр. שמואל קוזוקין; нар. 16 листопада 1987) — ізраїльський футболіст та тренер, виступав на позиції захисника.

## Клубна кар'єра
Народився 1987 року в СРСР. У 4-річному віці родина емігрувала до Ізраїлю та оселилася в місті Бейт-Шемеш. До футбольної школи потрапив у 9-річному віці, а в 14 років опинився в юнацькій команді «Бейтару» (Єрусалим). У складі юнацької команди виграв кубок Ізраїлю 2005/06, після чого його почали готувати до переходу в дорослу команду клубу. Тренувався з першою командою, але водночас був одним з провідних гравців молодіжної команди, яка в сезоні 2006/07 років виграла національний чемпіонат та кубок, також був визнаний найкращим молодим гравцем Ізраїлю 2007 року. Того ж сезону в першій команді, яка виграла чемпіонат Ізраїлю, переважно перебував на лаві для запасних. Наприкінці сезону 2007/08 років, коли перша команда виграла національний чемпіонат та кубок, почав регулярно виходити на футбольне поле. У сезоні 2008/09 років основний захисник «Бейтара» Крістіан Альварес отримав травму, після чого Шмуель отримав шанс проявити себе. Цим шансом він скористався й з того часу став гравцем основи. Наступного сезону Козокін зазнав декількох серйозних травм, через що тривалий період часу не міг грати. Одразу ж після повернення на футбольне поле отримав чергову травму, через що наступні роки майже не грав.
У січні 2013 року відправився в 1-річну оренду до «Хапоеля» (Кфар-Сава), проте не зміг команді допомогти уникнути вильоту в Лігу Алеф.
У 2013 році «Бейтар» надав Шмуелю статус вільного агента, після чого він підписав контракт з клубом «Іроні» з рідного міста, який виступав у Лізі Леуміт. У 2015 році завершив футбольну кар'єру.

## Кар'єра в збірній
У 2005—2006 роках викликався до юнацької збірної Ізраїлю U-19. У складі цієї команди виступав на Маккабіаді 2005 року, на якій ізраїльська футбольна команда виграла золоті медалі. Один з гравців ізраїльської «молодіжки», яка вийшла до фінальної частини молодіжного чемпіонату Європи. Проте на вище вказаному турнірі не зіграв жодного офіційного матчу.
По завершенні сезону 2007/08 років почав викликатися до розташування національної збірної Ізраїлю, у складі якої дебютував у товариському поєдинку проти Фінляндії. Зіграв у трьох матчах за національну команду, в тому числі й у двох поєдинках кваліфікації Чемпіонату світу 2010.

## По завершенні кар'єри
По завершенні кар'єри працював викладачем фізичної культури в одній зі шкіл міста Бейт-Шемеш. У сезоні 2016/17 років працював головним тренером «Іроні» (Бейт-Шемеш).